# Sweeney Young
Sweeney Young (24 de marzo de 1989) es un actor australiano, conocido por haber interpretado a Riley Parker en la serie Neighbours.

## Biografía
En el 2002 asistió a la Universidad, de donde se graduó en 2006.

## Carrera
En el 2005 apareció en la película Little Oberon donde interpretó al fantasma Simon Gaunt.
En el 2006 junto con dos compañeros creó el programa de radio "Male Chauvinist Pigs" para SYN FM, el programa realizó 8 episodios del 22 de junio hasta el 26 de diciembre del mismo año.
El 17 de agosto de 2007 se unió al elenco de la serie Neighbours donde interpretó a Riley Parker, el hijo adoptivo de Steve y Miranda, y hermano de Bridget Parker, hasta el 23 de mayo de 2008, después de que su personaje decidiera irse al Medio Oriente para ser un corresponsal de guerra. Antes de aparecer como Riley en la serie, Sweeney interpretó al joven Braydden Tuffnell en un episodio en el 2004.
En el 2009 interpretó a Mark Ward en un episodio de la segunda temporada de la serie policíaca Rush, anteriormente había aparecido por primera vez en la serie en el 2008 donde interpretó a Jared durante el episodio # 1.7 de la primera temporada. Ese mismo año apareció en el video musical "Coma" del cantautor Jacob Butler en donde interpretó a una joven pareja junto a la actriz Pippa Black, con quien trabajó en Neighbours.
En el 2011 apareció como invitado en la serie  Terra Nova donde interpretó a Ken Foster un guardia de seguridad de Terra Nova que muere después de ser atacado por Nykoraptor, un dinosaurio por culpa de Tim Curran (Jay Ryan).

## Filmografía

### Series de televisión
| Año         | Título         | Personaje            | Notas                        |
| ----------- | -------------- | -------------------- | ---------------------------- |
| 2011        | Terra Nova     | Ken Foster           | episodio "Bylaw"             |
| 2010        | Bed of Roses   | Jake O'Reilly        | episodio "Rainbow Warriors"  |
| 2009        | Rush           | Mark Ward            | episodio # 2.15              |
| 2007 - 2008 | Neighbours     | Riley Parker         | 171 episodios                |
| 2005        | Blue Heelers   | Hugh Grace           | 2 episodios                  |
| 2005        | Holly's Heroes | Charlie McCorkindale | episodio "Crossing the Line" |

### Película
| Año  | Título                 | Personaje      | Notas                                                              |
| ---- | ---------------------- | -------------- | ------------------------------------------------------------------ |
| 2010 | The Colours of Home    | Mike           | corto - junto a Michala Banas                                      |
| 2010 | Cryptopticon           | Steganographer | junto a Luke Mitchell & Christopher Bunworth                       |
| 2009 | Paper Plans            | Pat            | junto a Joel Famularo                                              |
| 2008 | A Little Understanding | -              | corto . junto a Alison Richards & Mark Dogget                      |
| 2006 | Lustful                | Actor          | corto - junto a Lauren Box                                         |
| 2005 | Little Oberon          | Simon Gaunt    | corto - junto a Tasma Walton, Brittany Byrnes & Sullivan Stapleton |

### Apariciones
| Año  | Cantante     | Video  | Notas                                             |
| ---- | ------------ | ------ | ------------------------------------------------- |
| 2009 | Jacob Butler | "Coma" | interpretó a una joven pareja junto a Pippa Black |

## Premios y nominaciones
| Año  | Categoría  | Premio | Serie                  | Resultado |
| ---- | ---------- | ------ | ---------------------- | --------- |
| 2008 | Best Actor | -      | A Little Understanding | Ganador   |